# 133
|  | Per a altres significats, vegeu «Nombre 133». |

## Esdeveniments
- Són cònsols de Roma Nummi Sisenna i Marc Antoni Hiber.
- Judea: Revolta de Bar Kokhebà en contra de la prohibició de la circumcisió establerta per Hadrià.